# Fußball-Amateurliga Bremen 1969/70
Die Fußball-Amateurliga Bremen 1969/70 war die einundzwanzigste Spielzeit der höchsten Amateurklasse des Bremer Fußball-Verbandes. Meister wurde der Polizei SV Bremen. 

## Abschlusstabelle
| Platz | Verein                   | Sp. | Tore  | Punkte |
| ----- | ------------------------ | --- | ----- | ------ |
| 1.    | Polizei SV Bremen        | 28  | 81:31 | 45:11  |
| 2.    | Eintracht Bremen         | 28  | 65:39 | 42:14  |
| 3.    | Blumenthaler SV          | 28  | 42:24 | 38:18  |
| 4.    | Bremerhaven 93 Amat. (M) | 28  | 71:55 | 35:21  |
| 5.    | Werder Bremen Amat.      | 28  | 57:39 | 32:24  |
| 6.    | SV Hemelingen            | 28  | 47:45 | 28:28  |
| 7.    | BBV Union                | 28  | 52:53 | 28:28  |
| 8.    | SG Oslebshausen          | 28  | 42:44 | 27:29  |
| 9.    | Bremer SV                | 28  | 40:50 | 27:29  |
| 10.   | TuS Schwachhausen        | 28  | 35:42 | 23:33  |
| 11.   | AGSV Bremen              | 28  | 44:59 | 23:33  |
| 12.   | SV Woltmershausen        | 28  | 40:44 | 22:34  |
| 13.   | Hastedter TSV            | 28  | 28:49 | 21:35  |
| 14.   | FC Huchting (N)          | 28  | 36:68 | 17:39  |
| 15.   | ATS Buntentor (N)        | 28  | 25:64 | 14:42  |

(M) Meister der Vorsaison

(N) Aufsteiger

## Aufstieg und Deutsche Amateurmeisterschaft
Der Meister Polizei SV Bremen hatte in der anschließenden Aufstiegsrunde zur Regionalliga Nord keinen Erfolg.
Als Bremer Vertreter nahm Eintracht Bremen an der Deutschen Amateurmeisterschaft 1970 teil und schied im Achtelfinale gegen den VfL Neckarau aus.